# Kagel-Finkenstein
Kagel-Finkenstein ist ein bewohnter Gemeindeteil im Ortsteil Kagel der Gemeinde Grünheide (Mark) im Landkreis Oder-Spree in Brandenburg.

## Geografische Lage
Der Gemeindeteil liegt rund 3,5 km südwestlich des Gemeindezentrums von Kagel im Waldgebiet Zinndorfer Heideland. Er grenzt im Norden und Osten an den Möllensee. Südlich liegt eine Niederungsfläche, das Kaberluch. Im Südosten befindet sich der Kiessee, der über den Kiesseegraben eine Verbindung zum Möllensee herstellt. Rund vier Kilometer weiter östlich fließt die Löcknitz, nordöstlich des Gemeindeteils liegt der weitere Gemeindeteil Kagel-Möllensee.